# Yu Xiaohan
Yu Xiaohan (chinesisch 于小含, Pinyin Yú Xiǎohán; * 29. September 1994) ist eine chinesische Badmintonspielerin.

## Karriere
Yu Xiaohan belegte bei der Junioren-Badmintonasienmeisterschaft 2012 sowohl Rang zwei im Damendoppel als auch im Teamwettbewerb. Bei der Weltmeisterschaft des gleichen Jahres wurde sie im Doppel ebenfalls Zweite, gewann jedoch Gold mit dem Team. 2012 startete sie auch in der chinesischen Badminton-Superliga und belegte Rang fünf im Doppel beim Indonesia Open Grand Prix Gold 2012.
Bei der Universiade 2015 gewann sie zwei Silbermedaillen. Allerdings wurde sie bei der Dopingkontrolle positiv auf Furosemid getestet und für sieben Monate gesperrt.